# Remo Forrer
Remo Forrer (* 8. September 2001 in Hemberg, Schweiz) ist ein Schweizer Sänger. Er gewann 2020 die dritte Staffel der Gesangs-Castingshow The Voice of Switzerland und vertrat die Schweiz beim Eurovision Song Contest 2023 in Liverpool, wo er den 20. Rang von 26 Teilnehmenden erzielte. Am 20. Dezember 2023 gewann er The Masked Singer Switzerland.

## Leben und Wirken
Remo Forrer lebt in Gossau SG. Seit seiner Kindheit hat er mit Musik zu tun; er begann mit Flötenunterricht, bevor er sich dem Akkordeonspielen widmete. Danach begann er mit dem Klavierspielen und Gesang. Das Klavierspielen brachte er sich selbst bei und lernte es rein nach Gehör. Er machte eine Berufsausbildung als Detailhandelsfachmann in einem Sportgeschäft.
2020 gewann er mit seinem Coach Noah Veraguth die dritte Staffel von The Voice of Switzerland. Am 17. April 2020 veröffentlichte er seine Siegersingle Home, welche von Veraguth und der Band Karavann geschrieben wurde.
Im Juli 2022 trat er in der RTL-Fernsehsendung Zeig uns Deine Stimme! auf, in der er als Immobilienmakler vorgestellt wurde und den ersten Platz belegte.
Am 20. Februar 2023 wurde bekannt gegeben, dass er die Schweiz am Eurovision Song Contest 2023 vertritt. Am 7. März wurde die Ballade Watergun als der Schweizer ESC-Beitrag vorgestellt. Der Titel wurde von Ashley Hicklin, Argyle Singh und Mikołaj Trybulec geschrieben. Im November und Dezember 2023 trat er auf ProSieben Schweiz in der Verkleidung eines Orcas bei The Masked Singer Switzerland auf. Am 19. Dezember 2023 gewann er die Show.
Im März 2024 war er auf seiner ersten eigenen Clubtour zu hören, seine fünf Shows waren ausverkauft.  Im März und April 2025 findet seine zweite Tour durch die Schweiz statt.

## Filmografie

### Fernsehen
- 2020: The Voice of Switzerland (Teilnehmer)
- 2022: Zeig uns Deine Stimme! (Teilnehmer)
- 2023: Eurovision Song Contest (Teilnehmer)
- 2023: The Masked Singer Switzerland (Teilnehmer)

## Diskografie

### EPs
- 2024: Favorite Kind of Lonely
- 2025: Smalltown Boy (inkl. Deluxe Version)

### Singles
- 2020: Home (The Voice of Switzerland)
- 2021: Let Go
- 2021: Sweet Lies (feat. Nehilo, Eastboys)
- 2022: Out Loud
- 2022: Another Christmas
- 2023: Watergun
- 2023: Not Okay
- 2023: Long Year
- 2024: Heaven or Hell
- 2024: Full 180
- 2024: The Letter
- 2024: Favorite Kind of Lonely
- 2024: Down To My Bones
- 2025: Underwater
- 2025: Smalltown Boy
- 2025: Somebody I Don't Know

## Tourneen

### Als Headliner
- 2024: Remo Forrer Clubtour[14]
- 2025: Down To My Bones Tour[15]

## Auszeichnungen und Nominierungen

### Auszeichnungen
Energy Music Awards
- 2023: "Künstler des Jahres"[16]

### Nominierungen
Swiss Music Awards
- 2024: "Best Breaking Act"[17]
- 2024: "Best Hit"[17] (für Watergun)